# Hedi Wegener

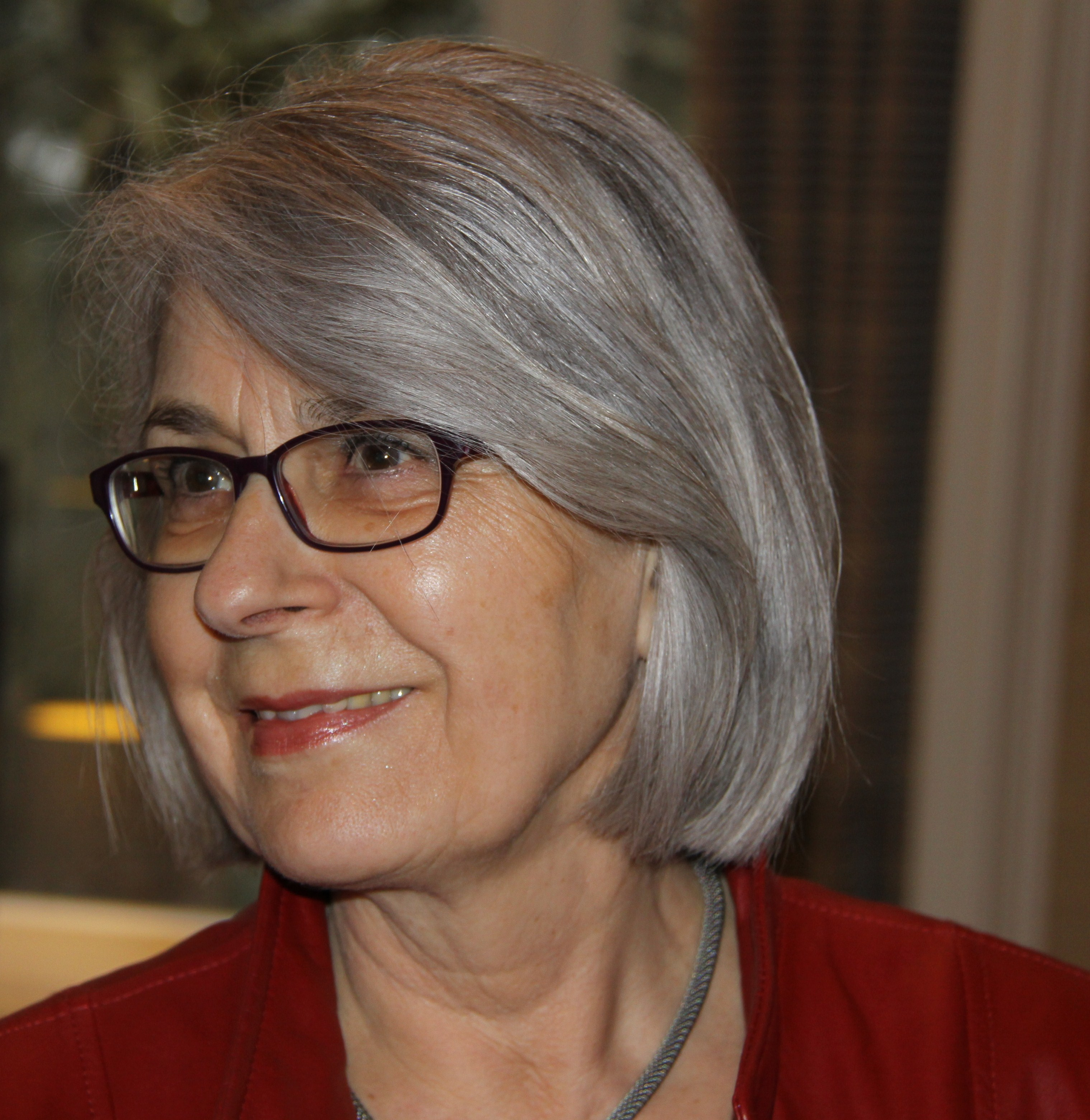
Hedi Wegener (2013)

Hedi Wegener geb. Rahmann (* 1. Oktober 1945 in Kettwig) ist eine deutsche Politikerin (SPD). Sie war von 1998 bis 2009 Mitglied des Deutschen Bundestages.

## Leben und Beruf
In den Jahren 1965 bis 1969 absolvierte Hedi Wegener ein Studium der Sozialpädagogik in Hannover, welches sie als Diplom-Sozialpädagogin (FH) beendete. Anschließend trat sie in den sozialen Dienst der Stadt Lüneburg ein. Im Jahr 1972 übernahm sie die Leitung der Drogenberatungsstelle des Diakonischen Werks Lüneburg. 1975 wechselte sie zum Landesjugendamt, wo sie in der Intensivbetreuung tätig war. Nebenberuflich studierte sie an der Universität Hamburg Psychologie. Ab 1981 arbeitete sie dann als Bewährungshelferin in der Führungsaufsichtsstelle beim Landgericht Lüneburg. Seit 1990 war sie Koordinatorin für den Landgerichtsbezirk Lüneburg. Im Jahr 1998 absolvierte sie eine Ausbildung zur Mediatorin an der Universität Lüneburg.
Hedi Wegener ist seit 1968 verheiratet und hat zwei Söhne.

## Partei
Wegener trat im Jahr 1975 in die SPD ein und ist seit 2002 stellvertretende Vorsitzende des SPD-Unterbezirks Lüneburg. Sie engagiert sich besonders in der Arbeitsgemeinschaft sozialdemokratischer Frauen (ASF). In den Jahren 1986 bis 2004 gehörte sie dem ASF-Unterbezirksvorstand in Lüneburg, davon von 1987 bis 1993 als Vorsitzende, an. Von 1994 bis 2004 war sie außerdem Mitglied im ASF-Bezirksvorstand Hannover. Darüber hinaus gehört sie seit 1995 dem ASF-Landesvorstand in Niedersachsen und seit 1999 auch dem ASF-Bundesvorstand an. 

## Abgeordnete
In den Jahren 1986 bis 2002 gehörte Wegener dem Samtgemeinderat der Samtgemeinde Gellersen und von 1991 bis 1998 dem Gemeinderat von Kirchgellersen an. Von 1998 bis 2009 war sie Mitglied des Deutschen Bundestages. Hier war sie von 1998 bis 2004 stellvertretende Sprecherin der Arbeitsgruppe Angelegenheiten der Europäischen Union der SPD-Bundestagsfraktion. Darüber hinaus war sie seit 2002 Mitglied im Verteidigungsausschuss. Von 1998 bis März 2009 war sie außerdem Vorsitzende der Deutsch-Zentralasiatischen Parlamentariergruppe.
Hedi Wegener ist im Jahr 1998 über die Landesliste Niedersachsen und danach stets als direkt gewählte Abgeordnete des Wahlkreises Lüchow-Dannenberg – Lüneburg in den Bundestag eingezogen. Bei der Bundestagswahl 2005 erreichte sie hier 43,8 % der Erststimmen. 2009 hat sie nicht wieder kandidiert.

## Öffentliche Ämter
In den Jahren 1994 bis 1996 war Hedi Wegener Bürgermeisterin der Samtgemeinde Gellersen. Von 2010 bis 2016 war sie Vorsitzende des Bundesverbandes für Kindertagespflege e. V. Sie ist Vorstandsmitglied der Sieb&Meyer-Stiftung.